# Route du Sud 2016
La Route du Sud 2016, quarantesima edizione della corsa, si svolse dal 16 al 19 giugno su un percorso di 642 km ripartiti in 5 tappe, con partenza da Saint-Pons-de-Thomières e arrivo a Poutguilles. Fu vinta dal colombiano Nairo Quintana della Movistar Team davanti allo spagnolo Marc Soler e al francese Nicolas Edet.

## Tappe
| Tappa  | Data      | Percorso                            | km    | Vincitore di tappa | Leader cl. generale |
| ------ | --------- | ----------------------------------- | ----- | ------------------ | ------------------- |
| 1ª     | 16 giugno | Saint-Pons-de-Thomières > Bessières | 196   | Bryan Coquard      | Bryan Coquard       |
| 2ª     | 17 giugno | Saint-Pierre-de-Trivisy > Albi      | 92,4  | Bryan Coquard      | Bryan Coquard       |
| 3ª     | 17 giugno | Albi > Albi (cron. individuale)     | 13,4  | Nairo Quintana     | Nairo Quintana      |
| 4ª     | 18 giugno | Saint-Gaudens > Val D'Azun          | 184,9 | Marc Soler         | Nairo Quintana      |
| 5ª     | 19 giugno | Clermont > Poutguilles              | 154,8 | Arnaud Démare      | Nairo Quintana      |
| Totale | Totale    | Totale                              | 642   |                    |                     |

## Dettagli delle tappe

### 1ª tappa
- 16 giugno: Saint-Pons-de-Thomières > Bessières – 196 km

| Pos. | Corridore          | Squadra        | Tempo    |
| ---- | ------------------ | -------------- | -------- |
| 1    | Bryan Coquard      | Direct Énergie | 4h50'01" |
| 2    | Arnaud Démare      | FDJ            | s.t.     |
| 3    | José Joaquín Rojas | Movistar       | s.t.     |

| Pos. | Corridore      | Squadra        | Tempo    |
| ---- | -------------- | -------------- | -------- |
| 1    | Bryan Coquard  | Direct Énergie | 4h49'51" |
| 2    | Arnaud Démare  | FDJ            | a 4"     |
| 3    | Nairo Quintana | Movistar       | a 5"     |

### 2ª tappa
- 17 giugno: Saint-Pierre-de-Trivisy > Albi – 92,4 km

| Pos. | Corridore         | Squadra          | Tempo    |
| ---- | ----------------- | ---------------- | -------- |
| 1    | Bryan Coquard     | Direct Énergie   | 2h11'03" |
| 2    | Stéphane Poulhiès | Armée de terre   | s.t.     |
| 3    | Manuel Belletti   | Wilier Triestina | s.t.     |

| Pos. | Corridore      | Squadra        | Tempo    |
| ---- | -------------- | -------------- | -------- |
| 1    | Bryan Coquard  | Direct Énergie | 7h00'48" |
| 2    | Arnaud Démare  | FDJ            | a 10"    |
| 3    | Nairo Quintana | Movistar       | a 11"    |

### 3ª tappa
- 17 giugno: Albi > Albi (cron. individuale) – 13,4 km

| Pos. | Corridore        | Squadra        | Tempo  |
| ---- | ---------------- | -------------- | ------ |
| 1    | Nairo Quintana   | Movistar       | 15'45" |
| 2    | Sylvain Chavanel | Direct Énergie | a 6"   |
| 3    | Imanol Erviti    | Movistar       | a 17"  |

| Pos. | Corridore        | Squadra        | Tempo    |
| ---- | ---------------- | -------------- | -------- |
| 1    | Nairo Quintana   | Movistar       | 7h16'44" |
| 2    | Sylvain Chavanel | Direct Énergie | a 11"    |
| 3    | Bryan Coquard    | Direct Énergie | s.t.     |

### 4ª tappa
- 18 giugno: Saint-Gaudens > Val D'Azun – 184,9 km

| Pos. | Corridore      | Squadra    | Tempo    |
| ---- | -------------- | ---------- | -------- |
| 1    | Marc Soler     | Movistar   | 5h36'13" |
| 2    | Nairo Quintana | Movistar   | a 4"     |
| 3    | Hugh Carthy    | Caja Rural | s.t.     |

| Pos. | Corridore      | Squadra    | Tempo     |
| ---- | -------------- | ---------- | --------- |
| 1    | Nairo Quintana | Movistar   | 12h52'55" |
| 2    | Marc Soler     | Movistar   | a 36"     |
| 3    | Hugh Carthy    | Caja Rural | a 58"     |

### 5ª tappa
- 19 giugno: Clermont > Poutguilles – 154,8 km

| Pos. | Corridore         | Squadra        | Tempo    |
| ---- | ----------------- | -------------- | -------- |
| 1    | Arnaud Démare     | FDJ            | 3h42'02" |
| 2    | Yohann Gène       | Direct Énergie | s.t.     |
| 3    | Stéphane Poulhiès | Armée de terre | s.t.     |

| Pos. | Corridore      | Squadra  | Tempo     |
| ---- | -------------- | -------- | --------- |
| 1    | Nairo Quintana | Movistar | 16h34'57" |
| 2    | Marc Soler     | Movistar | a 36"     |
| 3    | Nicolas Edet   | Cofidis  | a 1'06"   |

## Classifiche finali

### Classifica generale
| Pos. | Corridore         | Squadra                       | Tempo     |
| ---- | ----------------- | ----------------------------- | --------- |
| 1    | Nairo Quintana    | Movistar Team                 | 16h34'57" |
| 2    | Marc Soler        | Movistar Team                 | a 36"     |
| 3    | Nicolas Edet      | Cofidis                       | a 1'06"   |
| 4    | Thomas Voeckler   | Direct Énergie                | a 1'15"   |
| 5    | Sergio Pardilla   | Caja Rural-Seguros RGA        | a 1'55"   |
| 6    | Ricardo Vilela    | Caja Rural-Seguros RGA        | a 2'01"   |
| 7    | Mikel Bizkarra    | Euskadi Basque Country-Murias | a 2'12"   |
| 8    | Stéphane Rossetto | Cofidis                       | a 2'20"   |
| 9    | Luis Ángel Maté   | Cofidis                       | a 2'36"   |
| 10   | Artem Nych        | Gazprom-Rusvelo               | a 2'38"   |